# Aphthona wachnitzae
Aphthona wachnitzae es un coleóptero de la familia Chrysomelidae. Fue descrita en 1968 por Madar & Madar.